# Synapturanus zombie
Synapturanus zombie — вид жаб родини карликових райок (Microhylidae). Описаний у 2021 році.

## Назва
Видова назва zombie посилається на зомбі, живих мерців з гаїтянського фольклору.

## Поширення
Вид поширений у Французькій Гвіані та на півночі Бразилії (штат Амапа).